# Авантекст
Авантекст (фр. l’avant-texte «дотекст, прототекст») — основная форма существования фольклорного текста. Фольклорный текст никогда не имеет основного варианта, а всегда существует в виде множества равноправных вариантов текста.
Аналог авантекста в литературе — интертекст, но в литературном произведении интертекст — лишь одно из средств выражения смысла, связи между литературными произведениями бывают очень тонкими, почти иллюзорными. В фольклоре иллюзорен сам текст (вариант).
Фольклорный текст не хранится в памяти сказителя в заученном виде, хоть и мера его устойчивости в разных жанрах и традициях весьма различна. При каждом исполнении текст заново монтируется по определённым моделям (сюжетным, композиционным, жанровым). 

## Исследование вопроса
Исполнитель фольклорного произведения (сказитель, песельник) каждый раз воссоздаёт текст фольклорного произведения из неких значимых блоков, которые исполнитель хранит в своей памяти. Эти значимые блоки несут смыслы, сформированные фольклорной традицией (жанровая модель, сюжетный каркас, тематические блоки, стилистические клише и пр.), необходимые для создания фольклорного произведения. Таким образом, исполнителю нет никакой нужды помнить текст произведения целиком.
Исследователи, изучающие явление авантекста, разработали большое количество разноуровневых единиц, с помощью которых воссоздаётся устный текст фольклорного произведения, однако эти единицы являются всего лишь элементами моделирующей реальности, созданной учёными. Среди них — мотив, фрейм, элементарный сюжет (ЭС).
В последнее время фольклористы, исходя из того, что фольклорное произведение распространяется во множестве текстов, выводят из этих текстов инвариант фольклорного произведения. Так учёные выделили обязательные моменты текста, необходимо запоминаемые исполнителем, и необязательные моменты (вариант), которые требуют замены при каждом новом воссоздании текста фольклорного произведения (см. Устность).
Неуместные инверсии в фольклорных текстах, дефекты эллипса, несоответствующие повторы, неправильное написание некоторых составных слов, неправильное использование знаков препинания и другие проблемы портят смысл текстов, портят стиль, нарушают естественность речи. Если не исправить, все это снизит научный уровень фольклорных публикаций.